# Pelarrodríguez
Pelarrodríguez és un municipi de la província de Salamanca a la comunitat autònoma de Castella i Lleó. Limita a l'Est amb Garcirrey, al Sud amb Buenamadre i a l'Oest amb El Cubo de Don Sancho.

## Demografia
| 1991 | 1996 | 2001 | 2004 |
| ---- | ---- | ---- | ---- |
| 215  | 211  | 205  | 194  |